# 打貓社
打猫社（荷蘭語：或；台語猫音，與貓不同字），是位於嘉義平原地區的平埔族洪雅族聚落，在四百年前即活躍於臺灣舞台，荷蘭文獻1636年即有記載與大員當局和談的當地平埔族社名「Dovoha」（p. 251）。社域在今嘉義縣民雄鄉。其舊社址，在今民雄市街西緣之西安村菜園附近。
清代記載，打猫社在每年農曆二月十二日舉辦祭典，打猫社番男女飲酒為樂，眾番皆高聲咻叫，連飲三天，咻叫三天。至十五日，全社番男女起步奔走，曰走社。日治初期，猶有一些熟番居住該區，為打猫街的簡、葉、連、吳、謝、蔡等，六姓熟番家族之原居地。今民雄鄉福權村之番仔庄、中和村之社溝、平和村的番仔溝等地名都與其相關。